# AM-Ausgabe

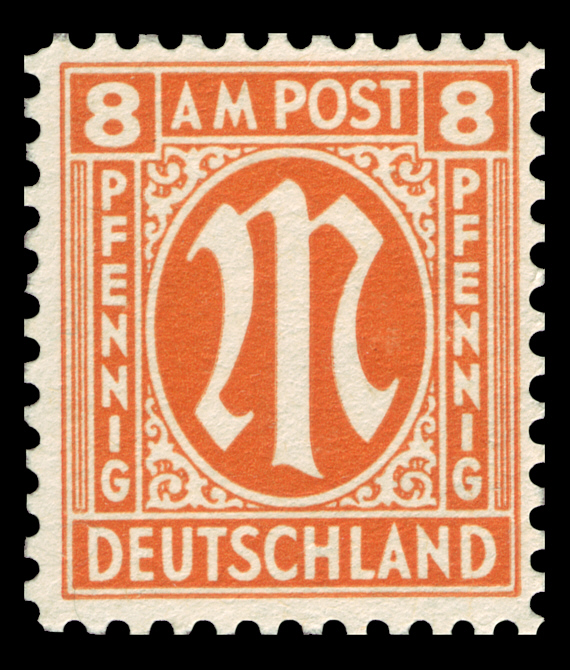
8-Reichspfennig-Wert – einer der Werte, die schon am 19. März 1945 in Aachen ausgegeben wurden

Die AM-Ausgaben waren Postwertzeichen (Briefmarken), die unmittelbar bei und nach der Besetzung Deutschlands zunächst von der amerikanischen, später auch von der britischen Besatzungsmacht ausgegeben wurden.

## Hintergrund
Im Vorfeld der Besetzung Deutschlands im Zuge des Zweiten Weltkriegs 1944/1945 wurde auch die Reorganisation der Zivilverwaltung geplant. Die Weiterverwendung von deutschen Postwertzeichen mit nationalsozialistischen Motiven – oder gar der Dauerserie mit Hitler-Porträt – verbat sich.
Im Sommer 1944 wurden deshalb in der US-Staatsdruckerei in Washington, D.C. Briefmarken für diesen Zweck gedruckt und am 9. September 1944 nach Europa verschifft. Diese erste Ausgabe („amerikanische Ausgabe“) deckte neun Wertstufen ab.

## Geschichte

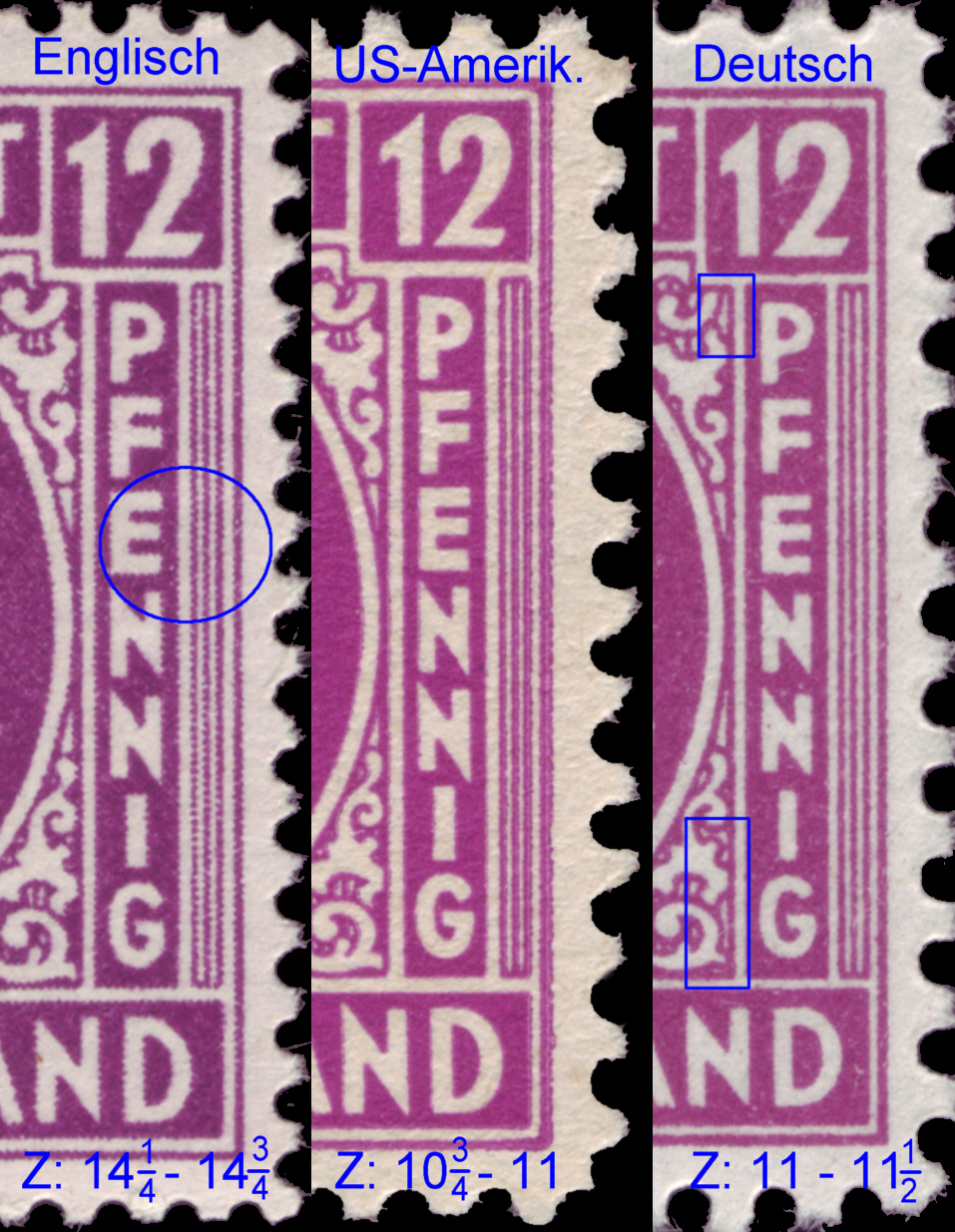
Die unterschiedliche Zähnung: Vereinigtes Königreich – USA – Deutschland

Die Reichspost stellte in den unmittelbar von Kampfhandlungen betroffenen Gebieten ihre Arbeit ein. Am 20. Oktober 1944 besetzten US-amerikanische Truppen als erste deutsche Großstadt Aachen. Die Betriebsstrukturen und die Arbeit der deutschen Post wurden in den besetzten Gebieten wieder aktiviert, die Postämter mit den neuen Marken ausgestattet. Der Tag und Ort der Erstausgabe war der 19. März 1945 und Aachen.
Der Geltungsbereich der AM-Ausgabe wurde nachfolgend auf die gesamte Bizone ausgedehnt, was zur Folge hatte, dass die nächsten Ausgaben in London gedruckt wurden („englische Ausgaben“) und weitere dann in Braunschweig („deutsche Ausgaben“). Diesen Umständen und der schwierigen Situation in der unmittelbaren Nachkriegszeit ist geschuldet, dass sich die Ausgaben in Zähnung, Papier und Farbe erheblich unterscheiden und es auch viele Druckplattenfehler und Druckabweichungen gibt.
Insgesamt erschienen 20 Wertstufen in 35 Ausgaben, zuletzt am 17. Januar 1946 der Wert zu 1 RM. Abgelöst wurde die Serie von der Kontrollratsausgabe, die ab dem 21. Juni 1948 erschien und Arbeiter zeigt.

## Markenbild
Die Marken aller Wertstufen hatten das gleiche Design und unterschieden sich nur in Farbe und dem aufgedruckten Wert. Das zentrale Feld zeigte den Großbuchstaben „M“ in gotisierender Schrift und in der Bedeutung „Military“. Weiter trugen die Marken die Aufschriften „A[llied] M[ilitary] Post“ und „Deutschland“.

## Philatelistisches
Die Marken der AM-Post-Ausgabe finden sich im Michel-Katalog Deutschland unter den Nummern 1–35.
Mit dem Erstausgabetag 3. September 2020 gab die Deutsche Post AG  in der Serie  Tag der Briefmarke zum Anlass 75 Jahre AM POST-Marken ein Sonderpostwertzeichen im Nennwert von 80 Eurocent heraus. Der Entwurf stammt von der Grafikerin Marion Blomeyer aus München.